# Pomaderris ferruginea
Pomaderris ferruginea är en brakvedsväxtart som beskrevs av Franz e Wilhelm Sieber och Dc.. Pomaderris ferruginea ingår i släktet Pomaderris och familjen brakvedsväxter. Inga underarter finns listade i Catalogue of Life.